# Appledore (Kent)
Appledore – wieś w Anglii, w hrabstwie Kent, w dystrykcie Ashford. Leży 33 km na południowy wschód od miasta Maidstone i 83 km na południowy wschód od centrum Londynu. Miejscowość liczy 754 mieszkańców.